# مركبة إنزال مشاة
مركبة إنزال مشاة أو زورق إنزال مشاة (بالإنجليزية: Landing Craft Infantry) وتختصر إلى (LCI) عبارة عن عدة فئات من سفن الإنزال التي استخدمها الحلفاء لإنزال أعداد كبيرة من المشاة مباشرة على الشواطئ خلال الحرب العالمية الثانية. استُحدث هذا النوع استجابةً لطلب بريطاني ببناء سفن هجومية برمائية مبحرة قادرة على حمل وإنزال عدد أكبر بكثير من قوات مركبات الإنزال الهجومية الأصغر حجماً. نتج عن ذلك سفينة فولاذية صغيرة يمكنها إنزال 200 رجل، والإبحار من القواعد الخلفية على غاطسها بسرعة تصل إلى 15 عقدة.
بُني منها حوالي 923 في 1943، وخدمت في كل من المسارح عبر المحيط الهادئ والقارة الأوروبية، بما في ذلك عدد تحول إلى سفن دعم هجومية عالية التسليح على الشواطئ. استكملت مركبة إنزال المشاة مركبات الإنزال الهجومية وزوارق إنزال مركبات الأفراد الصغيرة كوسيلة لإيصال العديد من القوات إلى الشاطئ قبل الاستيلاء على أي مرفأ أو بناؤه. وبذلك، اعتُبرت أكبر مركبة إنزال مخصصة للمشاة، بينما كانت سفينة إنزال المشاة (LSI) الأكبر كانت بمثابة ناقلة للجنود والزوارق الأصغر مثل مركبات الإنزال الهجومية البريطانية) الموجودة في مخزون الحلفاء.

## وصلات خارجية
- USS LCI Association National Website
- LCI-713 Amphibious Forces Memorial Museum website
- LCIL Landing Craft, Infantry (Large)
- LCI(L)-713, Historic Naval Ships Association
- LCI(L) WWII Construction records
- LCI-269 and the Battle for Walcheren, November 1944 "Operation Infatuate"
- US Navy, ONI 226, Allied Landing Craft and Ships, April 1944